# Taifa de Jérica
La Taifa de Jérica fue un efímero y pequeño reino taifa que se estableció en Jérica y alrededores a finales del siglo XI. 

## Historia
En el año 1027, tras producirse la desintegración del Califato de Córdoba en taifas, Jérica quedó incluida en la cora de Valencia. En 1094 Ibn Yamlūl proclamó su independencia. Pertenecía al clan árabe de los Banu Yamlul. Habían vivido en la actual Tunicia, donde se rebelaron varias veces contra los háfsidas. Fue conocido como «señor de Axarafe» o de Hisn al-Asraf.
En esa época era conocida como Qal'at al-ašrāf, «Fortaleza de los nombres», o Shāriqa. Este huṣūṇ se le considera la efímera sede a un poder efímero que carecía del poder social, legitimidad y recursos materiales para sostener su autonomía a largo plazo. El Cid la conquistó a los musulmanes en 1098. Según una interpretación del Cantar de mio Cid, pudo reclutar allí tropas musulmanas para el asedio de Valencia.
Sobre 1234, Zayd Abu Zayd, destronado rey almohade de Valencia, puso Jérica al servicio de Jaime I junto con Peñíscola, Morella, Cullera, Alpuente y Segorbe. Pese a la decisión de su señor, la población musulmana no quiso entregarse a Jaime I de Aragón y las tropas cristianas conquistaron la plaza en 1235. A partir de entonces, Jérica viviría una continua repoblación cristiana, apoyada siempre por diversos privilegios dados por el rey Jaime I, entre los que destacan la carta puebla de 1249 o el privilegio del 29 de noviembre de 1255 por el que se establecía que el camino real de Aragón a Valencia pasase por Jérica.